# Halowe Mistrzostwa Świata w Lekkoatletyce 2025 – skok o tyczce kobiet
Skok o tyczce kobiet – jedna z konkurencji technicznych rozgrywanych podczas halowych lekkoatletycznych mistrzostw świata w Nanjing’s Cube w Nankinie.
Tytułu mistrzowskiego z 2024 nie obroniła Molly Caudery.

## Terminarz
Źródło: worldathletics.org.
| Data     | Godzina |       |
| -------- | ------- | ----- |
| 22 marca | 10:10   | Finał |

## Rekordy
W poniższej tabeli przedstawiono (według stanu przed rozpoczęciem mistrzostw) rekord świata, rekord halowych mistrzostw świata, rekordy kontynentów oraz najlepszy wynik na listach światowych w 2025.
|                                   | Zawodniczka       | Wynik | Miejsce               | Data                  |
| --------------------------------- | ----------------- | ----- | --------------------- | --------------------- |
| Rekord świata                     | Jelena Isinbajewa | 5,06  | Zurych                | 28 sierpnia 2009(dts) |
| Rekord halowych mistrzostw świata | Sandi Morris      | 4,95  | Birmingham            | 3 marca 2018(dts)     |
| Rekord Afryki                     | Elmarie Gerryts   | 4,42  | Wesel                 | 12 czerwca 2000(dts)  |
| Rekord Ameryki Południowej        | Fabiana Murer     | 4,87  | São Bernardo do Campo | 3 lipca 2016(dts)     |
| Rekord Ameryki Północnej          | Jennifer Suhr     | 5,03  | Brockport             | 30 stycznia 2016(dts) |
| Rekord Australii i Oceanii        | Eliza McCartney   | 4,94  | Jockgrim              | 17 lipca 2018(dts)    |
| Rekord Azji                       | Li Ling           | 4,72  | Szanghaj              | 18 maja 2019(dts)     |
| Rekord Europy                     | Jelena Isinbajewa | 5,06  | Zurych                | 28 sierpnia 2009(dts) |
| Listy światowe                    | Amanda Moll       | 4,91  | Indianapolis          | 28 lutego 2025(dts)   |

## Listy światowe
Poniższa tabela przedstawia 10 najlepszych wyników na świecie uzyskanych w sezonie 2025 przed rozpoczęciem mistrzostw.
Źródło: worldathletics.org.
| Poz. | Zawodniczka        | Reprezentacja     | Wynik | Data              | Miejsce          |
| ---- | ------------------ | ----------------- | ----- | ----------------- | ---------------- |
| 1.   | Amanda Moll        | Stany Zjednoczone | 4,91  | 28 lutego(dts) br | Indianapolis     |
| 2.   | Molly Caudery      | Wielka Brytania   | 4,85  | 28 lutego(dts) br | Madryt           |
| 3.   | Katie Moon         | Stany Zjednoczone | 4,83  | 13 lutego(dts) br | Liévin           |
| 4.   | Hana Moll          | Stany Zjednoczone | 4,81  | 28 lutego(dts) br | Indianapolis     |
| 5.   | Polina Knoroz      | Rosja             | 4,80  | 6 marca(dts) br   | Moskwa           |
| 6.   | Angelica Moser     | Szwajcaria        | 4,80  | 8 marca(dts) br   | Apeldoorn        |
| 6.   | Tina Šutej         | Słowenia          | 4,80  | 8 marca(dts) br   | Apeldoorn        |
| 8.   | Marie-Julie Bonnin | Francja           | 4,71  | 15 lutego(dts) br | Roubaix          |
| 9.   | Roberta Bruni      | Włochy            | 4,70  | 28 lutego(dts) br | Clermont-Ferrand |
| 9.   | Elina Lampela      | Finlandia         | 4,70  | 8 marca(dts) br   | Apeldoorn        |

Pogrubioną czcionką oznaczono zawodniczki, które wzięły udział w mistrzostwach.

## Wyniki

### Finał
Źródło: worldathletics.org.
| Pozycja | Zawodniczka        | Reprezentacja     | 4,30 | 4,45 | 4,60 | 4,70 | 4,75 | 4,80 | Wynik | Uwagi |
| ------- | ------------------ | ----------------- | ---- | ---- | ---- | ---- | ---- | ---- | ----- | ----- |
| 01 !    | Marie-Julie Bonnin | Francja           | –    | o    | xxo  | o    | xo   | xxx  | 4,75  | = =   |
| 02 !    | Tina Šutej         | Słowenia          | –    | o    | xo   | o    | xxx  |      | 4,70  |       |
| 03 !    | Angelica Moser     | Szwajcaria        | –    | xxo  | o    | o    | xxx  |      | 4,70  |       |
| 4.      | Molly Caudery      | Wielka Brytania   | –    | o    | o    | xo   | xxx  |      | 4,70  |       |
| 5.      | Gabriela Leon      | Stany Zjednoczone | o    | o    | o    | xxx  |      |      | 4,60  |       |
| 5.      | Amálie Švábíková   | Czechy            | –    | o    | o    | xxx  |      |      | 4,60  |       |
| 7.      | Roberta Bruni      | Włochy            | o    | o    | xxo  | xx-  | x    |      | 4,60  |       |
| 7.      | Elisa Molinarolo   | Włochy            | o    | o    | xxo  | xxx  |      |      | 4,60  | =     |
| 9.      | Imogen Ayris       | Nowa Zelandia     | o    | o    | xxx  |      |      |      | 4,45  |       |
| 9.      | Emily Grove        | Stany Zjednoczone | o    | o    | xxx  |      |      |      | 4,45  |       |
| 11.     | Olivia McTaggart   | Nowa Zelandia     | xo   | xo   | xxx  |      |      |      | 4,45  |       |
| 12.     | Elina Lampela      | Finlandia         | o    | xxx  |      |      |      |      | 4,30  |       |